# Гюнтер Валраф
Гюнтер Валраф (на немски: Günter Wallraff) е германски журналист. Той става известен със своите книги, в които разобличава нередностите в големи германски концерни. Той е един из основоположниците на журналистическото разследване в неговия съвременен вид.

## Биография
Гюнтер Валраф е роден на 1 октомври 1942 г. в Буршайд, Германия. Майка му е от богато семейство и има два брака. Когато се омъжва за втори път – за бащата на Валраф, се откъсва от своето съсловие. Той е обикновен работник – работи във „Ford“ на конвейера за боядисване на автомобили.
Връзката на Гюнтер Валраф с литературата започва след провала му да учи за театрален режисьор– не успява да издържи приемния изпит. След този неуспех той започва да изучава търговията с книги и работи като книжар в продължение на четири години (от 1957 г. до 1961 г.).
За първи път разобличителят на концерни започва да си води дневник по време на своя престой в психиатрия. Той попада там, след като получава повиквателна от Бундесвера. Молбата му да не бъде мобилизиран е отхвърлена, затова се налага да „изиграе“ своята първа роля.
Също като баща си Гюнтер Валраф работи като обикновен фабричен работник (1963 – 1966 г.). По това време той пише своите индустриални репортажи – „Нуждаем се от теб: като работник в някой германски завод“ (1966 г.). След това работи известно време в списанията „pardon“ и „konkret“.
От 1983 г. Валраф работи в продължение на две години като турски гастарбайтер под измисленото име Али Синджирлиоглу в различни компании, включително McDonald's и Thyssen, участва и в клинични изпитвания за изследване на наркотици. Той описва преживяванията си в книгата „Ganz unten“ („На дъното“), като показва изключително негативното отношение към гастарбайтерите, вкл. и нарушаването на елементарните правила за здраве и безопасност. По книгата през 1986 г. е направен и документален филм. Книгата е продадена в повече от 5 милиона копия и е преведена на 38 езика. По този начин тя е най-успешната нехудожествена книга на немски език след 1945 г.
Валраф, както майка си, има два брака. Първият е с племенницата на писателя и Нобелов лауреат Хайнрих Бьол – Бригит, сключен през 1966 г. От този брак той има две дъщери – Рут (1967 г.) и Инес (1971 г.). От втория си брак с Дорле е третата му дъщеря, Надя (1985 г.). След раждането на последното му дете Валраф споделя в едно интервю, че малката му дъщеря възприела за свой баща турчина Али Синджирлиоглу и в началото се отнасяла недоверчиво към преобразения си баща, като към чужд човек.
В биографията си прочутият германски журналист има много публикувани книги и репортажи. Всяко негово произведение е важно и значимо, но все пак най-открояващи се са „13 нежелани репортажа“ (1969 г.); „Никарагуа отблизо“ (1984 г.); „На дъното“ (1985 г.); поредицата за „Bildzeitung“ – „Разобличителят“ (1977 г.), „Свидетели на обвинението“ (1979 г.) и „Справочник за Билд“ (1981 г.); „Португалия – как беше предотвратен заговорът“ (1976 г.). Последната книга на Гюнтер Валраф е „Под прикритие в телефонна централа“ („Undercover in Callcenter“).
През 1986 г. той е удостоен с българската Международна Ботевска награда.